# Бадалов, Шакир
Шакир Бадалов — советский политический деятель, депутат Верховного Совета СССР 1-го созыва (1938—1946), депутат Верховного Совета СССР 2-го созыва (1946—1950).

## Биография
Родился в 1902 году в селе Папан.
С 1928 года — участник борьбы с басмачеством, командир отряда, активный участник коллективизации сельского хозяйства, председатель передового колхоза села Манак Ходжаабадского района Узбекской ССР, председатель Ходжаабадского райисполкома, участник гидростроительства на Фархадской ГЭС, председатель ряда колхозов в Узбекской ССР.
Был избран депутатом Верховного Совета СССР 1-го созыва от Узбекской ССР в Совет Национальностей в результате выборов 12 декабря 1937 года, депутатом Верховного Совета СССР 2-го созыва от Узбекской ССР в Совет Национальностей в результате выборов 10 февраля 1946 года.
Умер в июне или июле 1986 года в селе Ардай (Ходжаабадский район Андижанской области).